# IFAF CEI Interleague 2014
La IFAF CEI Interleague 2014 è stata la 4ª edizione dell'omonimo torneo europeo di football americano, organizzato dalla IFAF Europe.
Si è conclusa il 21 giugno con la finale vinta per 41-28 dai serbi Pančevo Panthers sugli ungheresi Budapest Cowboys.

## Squadre partecipanti
| Club                  | Città      | Stadio | Sponsor ufficiale | Risultato nella stagione 2013 |
| --------------------- | ---------- | ------ | ----------------- | ----------------------------- |
| Belgrade Blue Dragons | Belgrado   |        |                   | Semifinalisti SAAF            |
| Bratislava Monarchs   | Bratislava |        |                   | Campioni IFAF CEI Interleague |
| Budapest Cowboys      | Budapest   |        |                   | Campioni MAFL                 |
| Budapest Hurricanes   | Budapest   |        |                   | Campioni d'Ungheria           |
| Pančevo Panthers      | Pančevo    |        |                   |                               |

## Stagione regolare

### Calendario

#### 1ª giornata
| 29 marzo 2014 | Budapest Cowboys | 20 – 24 | Pančevo Panthers |  |

| Belgrado 29 marzo 2014 | Belgrade Blue Dragons | 17 – 7 | Budapest Hurricanes |  |

#### 2ª giornata
| Budapest 12 aprile 2014 | Budapest Hurricanes | 28 – 35 | Bratislava Monarchs | Építők Sporthostel |

| Pančevo 13 aprile 2014 | Pančevo Panthers | 20 – 16 | Belgrade Blue Dragons | SC Mladost |

#### 3ª giornata
| Bratislava 19 aprile 2014 | Bratislava Monarchs | 12 – 26 | Budapest Cowboys | ŠCP Dúbravka |

#### 4ª giornata
| Budapest 26 aprile 2014 | Budapest Hurricanes | 0 – 20 (a tavolino) | Budapest Cowboys | Építők Sporthostel |

#### 5ª giornata
| Pančevo 3 maggio 2014 | Pančevo Panthers | 16 – 14 | Bratislava Monarchs | SC Mladost |

| 4 maggio 2014 | Belgrade Blue Dragons | p – v | Budapest Cowboys |  |

#### 6ª giornata
| Budapest 11 maggio 2014 | Budapest Cowboys | 7 – 6 | Bratislava Monarchs |  |

#### 7ª giornata
| Budapest 18 maggio 2014 | Budapest Cowboys | 13 – 12 | Budapest Hurricanes |  |

#### 8ª giornata
| Bratislava 25 maggio 2014 | Bratislava Monarchs | 29 – 0 | Belgrade Blue Dragons | ŠCP Dúbravka |

#### 9ª giornata
| Budapest 31 maggio 2014 | Budapest Hurricanes | 55 – 28 | Pančevo Panthers | Építők Sporthostel |

#### 10ª giornata
| Bratislava 8 giugno 2014 | Bratislava Monarchs | 36 – 32 | Budapest Hurricanes | ŠCP Dúbravka |

### Classifica
La classifica della regular season è la seguente:
- PCT = percentuale di vittorie, G = partite giocate, V = partite vinte,  P = partite perse, PF = punti fatti, PS = punti subiti

| Pos. | Squadra               | PCT  | G | V | N | P | PF   | PS   |
| ---- | --------------------- | ---- | - | - | - | - | ---- | ---- |
| 1    | Budapest Cowboys      | .250 | 6 | 5 | 0 | 1 | 86+? | 54+? |
| 2    | Pančevo Panthers      | .750 | 4 | 3 | 0 | 1 | 88   | 105  |
| 3    | Bratislava Monarchs   | .500 | 6 | 3 | 0 | 3 | 132  | 109  |
| 4    | Belgrade Blue Dragons | .250 | 4 | 1 | 0 | 3 | 33+? | 56+? |
| 5    | Budapest Hurricanes   | .167 | 6 | 1 | 0 | 5 | 134  | 149  |

## Finale IV IFAF CEI Interleague
| Pančevo 21 giugno 2014 | Pančevo Panthers | 41 – 28 (19-7 6-7 0-0 16-14) | Budapest Cowboys | SC Mladost (1.000 spett.) |

## Verdetti
- Pančevo Panthers Campioni CEI Interleague 2014